# Rians (Cher)
Pour les articles homonymes, voir Rians.
Rians [ʁjɑ̃] est une commune française située dans le département du Cher, en région Centre-Val de Loire.
Cette commune ne doit pas être confondue avec la commune de Rians dans le département du Var.

## Géographie
Rians est située à 25 km au nord-est de Bourges en Champagne Berrichonne et en limite sud des collines du Sancerrois. Son bourg est à 170 m d'altitude. L'Ouatier traverse le village et prend sa source depuis une résurgence sur le lieu-dit « la Douée ». L'étang communal de Poiret d'1,9 hectare a été creusé sur d'anciennes sources et carrière de sable.

### Climat
Pour des articles plus généraux, voir Climat du Centre-Val de Loire et Climat du Cher.
En 2010, le climat de la commune est de type climat océanique dégradé des plaines du Centre et du Nord, selon une étude du CNRS s'appuyant sur une série de données couvrant la période 1971-2000. En 2020, Météo-France publie une typologie des climats de la France métropolitaine dans laquelle la commune est exposée à un climat océanique altéré et est dans la région climatique  Centre et contreforts nord du Massif Central, caractérisée par un air sec en été et un bon ensoleillement. 
Pour la période 1971-2000, la température annuelle moyenne est de 10,9 °C, avec une amplitude thermique annuelle de 15,5 °C. Le cumul annuel moyen de précipitations est de 793 mm, avec 11,9 jours de précipitations en janvier et 7,6 jours en juillet. Pour la période 1991-2020, la température moyenne annuelle observée sur la station météorologique la plus proche, située sur la commune d'Étréchy à 9 km à vol d'oiseau, est de 11,5 °C et le cumul annuel moyen de précipitations est de 794,9 mm,. Pour l'avenir, les paramètres climatiques de la commune estimés pour 2050 selon différents scénarios d'émission de gaz à effet de serre sont consultables sur un site dédié publié par Météo-France en novembre 2022.

## Urbanisme

### Typologie
Au 1er janvier 2024, Rians est catégorisée bourg rural, selon la nouvelle grille communale de densité à 7 niveaux définie par l'Insee en 2022.
Elle est située hors unité urbaine. Par ailleurs la commune fait partie de l'aire d'attraction de Bourges, dont elle est une commune de la couronne,. Cette aire, qui regroupe 111 communes, est catégorisée dans les aires de 50 000 à moins de 200 000 habitants,.

### Occupation des sols
L'occupation des sols de la commune, telle qu'elle ressort de la base de données européenne d’occupation biophysique des sols Corine Land Cover (CLC), est marquée par l'importance des territoires agricoles (92,7 % en 2018), une proportion sensiblement équivalente à celle de 1990 (93,1 %). La répartition détaillée en 2018 est la suivante : terres arables (86,4 %), prairies (5,4 %), forêts (3,9 %), zones urbanisées (3,4 %), zones agricoles hétérogènes (0,9 %).
L'évolution de l'occupation des sols de la commune et de ses infrastructures peut être observée sur les différentes représentations cartographiques du territoire : la carte de Cassini (XVIIIe siècle), la carte d'état-major (1820-1866) et les cartes ou photos aériennes de l'IGN pour la période actuelle (1950 à aujourd'hui).

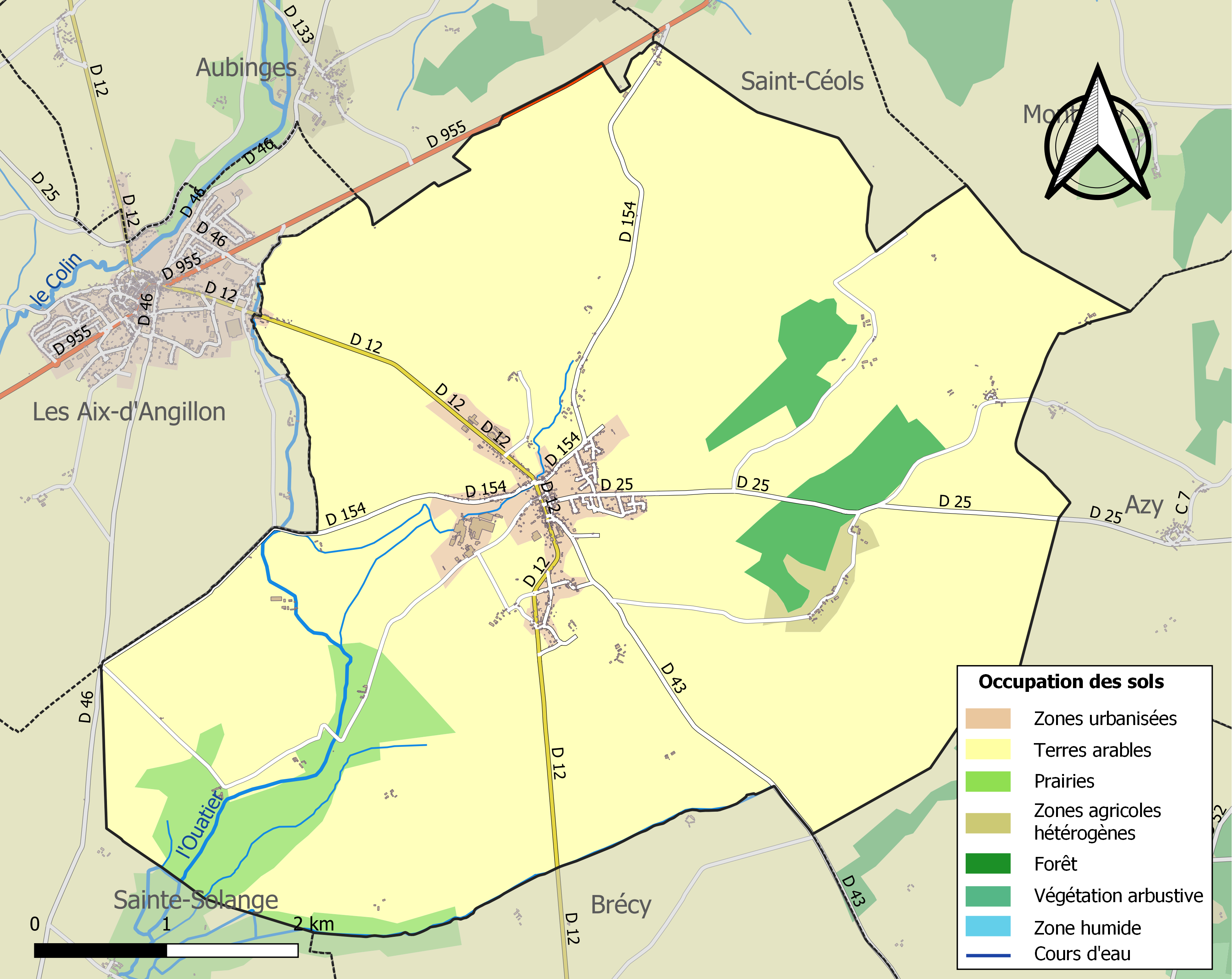
Carte des infrastructures et de l'occupation des sols de la commune en 2018 (CLC).

### Risques majeurs
Le territoire de la commune de Rians est vulnérable à différents aléas naturels : météorologiques (tempête, orage, neige, grand froid, canicule ou sécheresse), mouvements de terrains et séisme (sismicité faible). Il est également exposé à un risque technologique,  et  le risque industriel. Un site publié par le BRGM permet d'évaluer simplement et rapidement les risques d'un bien localisé soit par son adresse soit par le numéro de sa parcelle.

#### Risques naturels

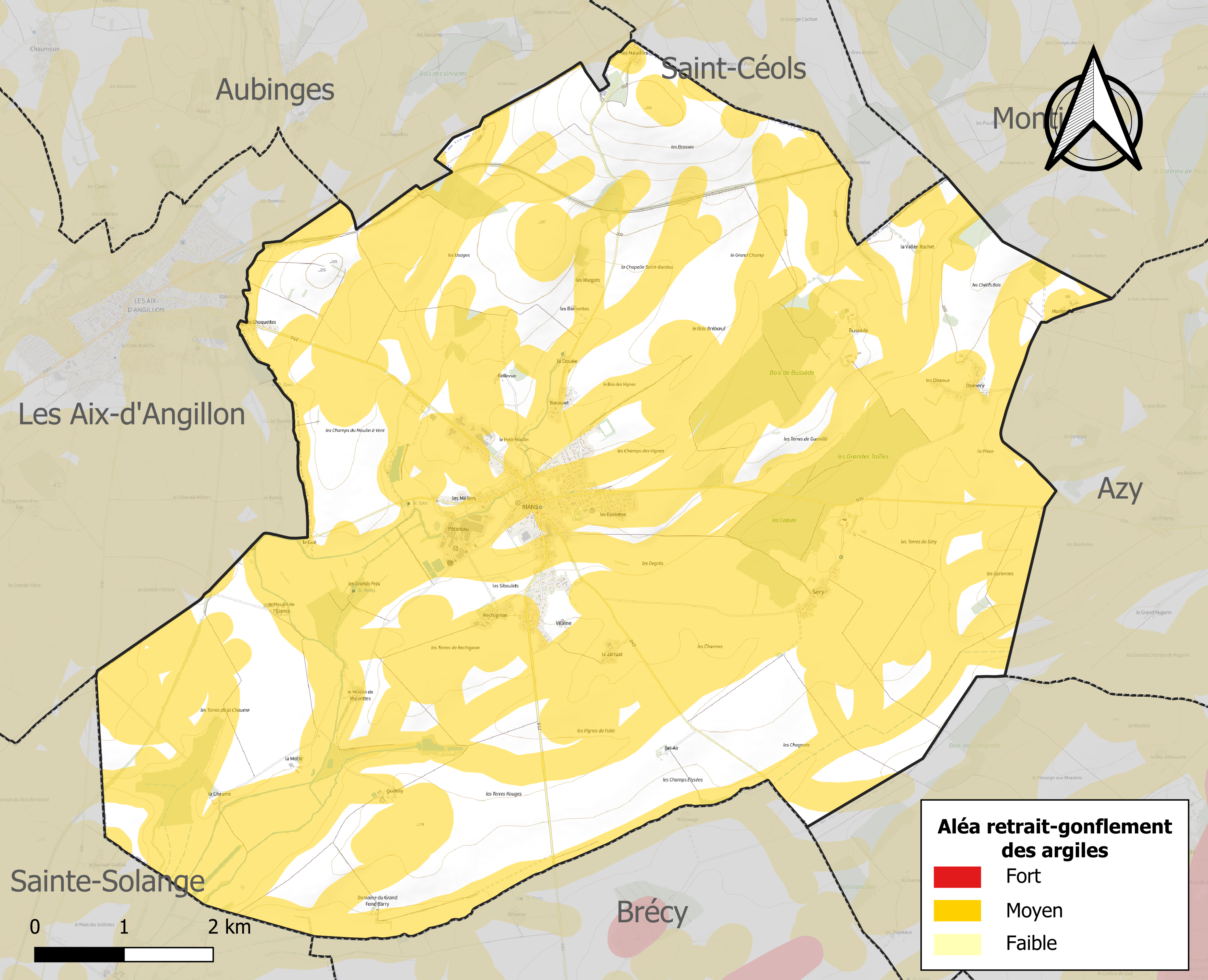
Carte des zones d'aléa retrait-gonflement des sols argileux de Rians.

La commune est vulnérable au risque de mouvements de terrains constitué principalement du retrait-gonflement des sols argileux. Cet aléa est susceptible d'engendrer des dommages importants aux bâtiments en cas d’alternance de périodes de sécheresse et de pluie. 70,7 % de la superficie communale est en aléa moyen ou fort (90 % au niveau départemental et 48,5 % au niveau national). Sur les 471 bâtiments dénombrés sur la commune en 2019, 351 sont en aléa moyen ou fort, soit 75 %, à comparer aux 83 % au niveau départemental et 54 % au niveau national. Une cartographie de l'exposition du territoire national au retrait gonflement des sols argileux est disponible sur le site du BRGM,.
Concernant les mouvements de terrains, la commune a été reconnue en état de catastrophe naturelle au titre des dommages causés par la sécheresse en 2019 et par des mouvements de terrain en 1999.

#### Risques technologiques
La commune est exposée au risque industriel du fait de la présence sur son territoire d'une entreprise soumise à la directive européenne SEVESO.

## Histoire
Rians est situé sur l'ancienne voie romaine Bourges-Sancerre (Avaricum - Gordona) dite aussi voie Jacques-Cœur. L'existence de la station Vicaria Riomensis est attestée en 981. Rians viendrait du bas latin Rigomagus signifiant en Gaulois rigo = roi, homme riche, et o-magos = marché.
Une motte féodale de période gauloise est avérée au lieu-dit « la motte ». Des aqueducs romains ont été découverts à Valentigny (27 km de long reliant les fontaines de Valentigny à Bourges) et aussi au lieu-dit « la Douée ».
Au Moyen Âge, seule la motte Saint Roch au lieu-dit « la motte » est mentionnée.
L'église de Saint-Christophe de Rians date du XIIe siècle (nef en partie romane). Le chœur gothique est une reconstruction du XIVe siècle. La nef a été rehaussée par une charpente au XVIe siècle. Le clocher date de 1780.

## Politique et administration

### Tendances politiques et résultats
| Scrutin             | Scrutin             | 1er tour | 1er tour | 1er tour | 1er tour | 1er tour | 1er tour | 1er tour | 1er tour | 1er tour | 1er tour | 1er tour | 1er tour | 2d tour | 2d tour | 2d tour | 2d tour | 2d tour | 2d tour |
| Scrutin             | Scrutin             | 1er      | 1er      | %        | 2e       | 2e       | %        | 3e       | 3e       | %        | 4e       | 4e       | %        | 1er     | 1er     | %       | 2e      | 2e      | %       |
| ------------------- | ------------------- | -------- | -------- | -------- | -------- | -------- | -------- | -------- | -------- | -------- | -------- | -------- | -------- | ------- | ------- | ------- | ------- | ------- | ------- |
| Présidentielle 2017 | Présidentielle 2017 |          | FN       | 30,50    |          | LFI      | 20,12    |          | EM       | 16,87    |          | LR       | 16,41    |         | EM      | 51,41   |         | FN      | 48,59   |
| Présidentielle 2022 | Présidentielle 2022 |          | RN       | 38,27    |          | LREM     | 22,92    |          | LFI      | 11,91    |          | REC      | 4,87     |         | RN      | 57,12   |         | LREM    | 42,88   |
| Législatives 2022   | 1er                 |          | RN       | 29,79    |          | RE-Ens   | 29,50    |          | PS-Nupes | 17,99    |          | LR       | 11,50    |         | RE      | 55,59   |         | PS      | 44,41   |
| Législatives 2024   | 1er                 |          | RN       | 49,02    |          | RE-Ens   | 30,20    |          | PS-NFP   | 17,94    |          | LO       | 2,63     |         | RN      | 52,34   |         | RE      | 47,66   |

### Liste des maires
D'après J. Ruzé.
| Période                                  | Période  | Identité                  | Étiquette     | Qualité                                                                                      |
| ---------------------------------------- | -------- | ------------------------- | ------------- | -------------------------------------------------------------------------------------------- |
| 1793                                     | 1794     | Charles Lemant            | -             | -                                                                                            |
| 1794                                     | 1796     | Pierre christophe Lecomte | -             | -                                                                                            |
| 1796                                     | 1810     | Blaise Henriet            | -             | -                                                                                            |
| 1810                                     | 1819     | François Belleville       | -             | -                                                                                            |
| 1819                                     | 1831     | Pierre Barron             | -             | -                                                                                            |
| 1831                                     | 1848     | Sylvain Loiseau           | -             | -                                                                                            |
| 1848                                     | 1848     | Jean Jacquet              | -             | -                                                                                            |
| 1848                                     | 1852     | Jean Étienne Clavier      | -             | -                                                                                            |
| 1852                                     | 1870     | Sylvain Loiseau           | -             | -                                                                                            |
| 1870                                     | 1874     | Claude Pezard             | -             | -                                                                                            |
| 1874                                     | 1876     | Vincent Loiseau           | -             | -                                                                                            |
| 1876                                     | 1889     | Claude Triballat          | -             | -                                                                                            |
| 1889                                     | 1892     | Louis Bonnard             | -             | -                                                                                            |
| 1892                                     | 1904     | François Melin            | -             | -                                                                                            |
| 1904                                     | 1908     | Edmé Loiseau              | -             | -                                                                                            |
| 1908                                     | 1920     | Charles Lavrat            | -             | -                                                                                            |
| 1920                                     | 1925     | Jean Melin                | -             | -                                                                                            |
| 1925                                     | 1929     | Théophile Triballat       | -             | -                                                                                            |
| 1929                                     | 1975     | Clément Brocadet          | SFIO puis DVD | Agriculteur, conseiller général du canton des Aix-d'Angillon (1945-1975) décédé en fonctions |
| 1975                                     | 1983     | René Brun                 | -             | -                                                                                            |
| 1983                                     | 1995     | André Brocadet            | DVD           | Agriculteur                                                                                  |
| 1995                                     | 2014     | François Gaudry           | -             | -                                                                                            |
| 2014                                     | En cours | Christophe Drunat         |               | professeur d'histoire et de géographie                                                       |
| Les données manquantes sont à compléter. |          |                           |               |                                                                                              |

## Démographie
L'évolution du nombre d'habitants est connue à travers les recensements de la population effectués dans la commune depuis 1793. Pour les communes de moins de 10 000 habitants, une enquête de recensement portant sur toute la population est réalisée tous les cinq ans, les populations de référence des années intermédiaires étant quant à elles estimées par interpolation ou extrapolation. Pour la commune, le premier recensement exhaustif entrant dans le cadre du nouveau dispositif a été réalisé en 2008.

En 2022, la commune comptait 962 habitants, en évolution de −1,84 % par rapport à 2016 (Cher : −2,48 %, France hors Mayotte : +2,11 %).
| 1793  | 1800 | 1806 | 1821 | 1831 | 1836 | 1841 | 1846 | 1851 |
| ----- | ---- | ---- | ---- | ---- | ---- | ---- | ---- | ---- |
| 1 018 | 631  | 689  | 805  | 759  | 798  | 750  | 775  | 796  |

| 1856 | 1861 | 1866 | 1872 | 1876 | 1881 | 1886 | 1891 | 1896 |
| ---- | ---- | ---- | ---- | ---- | ---- | ---- | ---- | ---- |
| 797  | 791  | 842  | 802  | 789  | 758  | 809  | 833  | 768  |

| 1901 | 1906 | 1911 | 1921 | 1926 | 1931 | 1936 | 1946 | 1954 |
| ---- | ---- | ---- | ---- | ---- | ---- | ---- | ---- | ---- |
| 791  | 818  | 797  | 758  | 744  | 720  | 698  | 624  | 593  |

| 1962 | 1968 | 1975 | 1982 | 1990 | 1999  | 2006  | 2008  | 2013  |
| ---- | ---- | ---- | ---- | ---- | ----- | ----- | ----- | ----- |
| 604  | 667  | 731  | 836  | 984  | 1 017 | 1 043 | 1 051 | 1 010 |

| 2018 | 2022 | - | - | - | - | - | - | - |
| ---- | ---- | - | - | - | - | - | - | - |
| 967  | 962  | - | - | - | - | - | - | - |

## Économie

### Industries
- Laiteries H. Triballat
- ETA SA, concepteur et fabricant de cuves et citernes routières en acier inoxydable
- Estève SAS, Solutions pour l'alimentation automatique des ingrédients
- Chollet Services, travaux de menuiserie métallique, serrurerie et équipements agricoles

## Culture locale et patrimoine

### Lieux et monuments
- Église Saint-Christophe XIIe siècle, XIVe siècle, 1780, XXe siècle. Elle eut sa nef rebâtie au XIIe siècle, son chœur au XIVe siècle, son clocher en 1780, avec une flèche refaite au XXe siècle.

### Personnalités liées à la commune
- Le lieutenant-colonel parachutiste Louis Mairet (1916-1998) s'illustre particulièrement sur la commune le 6 septembre 1944, où il tombe par surprise sur un poste allemand installé en position défensive et dont les armes automatiques ouvrirent le feu à trente mètres. « Ayant eu son chauffeur mortellement blessé, l'a remplacé tout en continuant à servir les mitrailleuses, neutralisant ainsi le feu ennemi. Il a ensuite poursuivi les Allemands en retraite, en leur infligeant des pertes sensibles ». Cela lui vaut l'attribution de la Croix de Guerre 1939-1945 avec Palme.
- Hubert Triballat est le créateur de la célèbre Faisselle Rians. Voir Laiteries Triballat.